# Lijst van windmolens in Utrecht
Hier volgt een lijst van windmolens in Utrecht. In Utrecht staan 33 complete windmolens.
| Naam                               | Plaats              | Gemeente            | Provincie | Type molen    | Functie                                        | Maalvaardigheid                  | Bezoekmogelijkheid                                                            | Foto |
| ---------------------------------- | ------------------- | ------------------- | --------- | ------------- | ---------------------------------------------- | -------------------------------- | ----------------------------------------------------------------------------- | ---- |
| Binnenmolen                        | Rhenen              | Rhenen              | Utrecht   | stellingmolen | woning                                         | draaivaardig                     | op afspraak                                                                   |      |
| Bonkmolen                          | Lexmond             | Vijfheerenlanden    | Utrecht   | wipmolen      | poldermolen                                    | maalvaardig                      | meestal zaterdag                                                              |      |
| Broekzijder Molen                  | Abcoude             | De Ronde Venen      | Utrecht   | grondzeiler   | poldermolen                                    | maalvaardig                      | geen                                                                          |      |
| Buitenwegse Molen                  | Oud-Zuilen          | Stichtse Vecht      | Utrecht   | wipmolen      | poldermolen                                    | maalvaardig                      | wo 10-16 uur za 10-17 uur                                                     |      |
| Geesina                            | Groenekan           | De Bilt             | Utrecht   | stellingmolen | korenmolen                                     | maalvaardig                      | zaterdag, in de zomermaanden 11-17 uur in de wintermaanden 11-16 uur          |      |
| Garstenmolen                       | Nigtevecht          | Stichtse Vecht      | Utrecht   | grondzeiler   | poldermolen                                    | maalvaardig                      | op afspraak                                                                   |      |
| Hoekermolen                        | Vreeland            | Stichtse Vecht      | Utrecht   | grondzeiler   | poldermolen                                    | maalvaardig                      | geen                                                                          |      |
| Hoekmolen                          | Hei- en Boeicop     | Vijfheerenlanden    | Utrecht   | wipmolen      | poldermolen                                    | maalvaardig                      |                                                                               |      |
| Hoog- en Groenland                 | Baambrugge          | De Ronde Venen      | Utrecht   | grondzeiler   | voorheen poldermolen, thans woning             | draaivaardig                     | op afspraak                                                                   |      |
| De Hoop                            | Bunschoten          | Bunschoten          | Utrecht   | stellingmolen | korenmolen                                     | maalvaardig                      | wo en za 10-17 uur winter 10-16 uur                                           |      |
| De Hoop                            | Loenen aan de Vecht | Stichtse Vecht      | Utrecht   | stellingmolen | korenmolen                                     | maalvaardig                      | zaterdag 11-16/17 uur                                                         |      |
| Kockengense Molen                  | Kockengen           | Stichtse Vecht      | Utrecht   | wipmolen      | poldermolen                                    | maalvaardig                      | za 11-16 uur                                                                  |      |
| Kortrijkse Molen                   | Breukelen           | Stichtse Vecht      | Utrecht   | wipmolen      | poldermolen                                    | maalvaardig                      | wo 13-17 uur zo 11-17 uur                                                     |      |
| De Kraai                           | Westbroek           | De Bilt             | Utrecht   | stellingmolen | korenmolen met generator voor energieopwekking | maalvaardig                      | meestal zaterdag                                                              |      |
| Ter Leede                          | Leerdam             | Vijfheerenlanden    | Utrecht   | wipmolen      | poldermolen                                    | maalvaardig in circuit           | in de regel za 13-16 uur                                                      |      |
| Loenderveense Molen                | Loenen aan de Vecht | Stichtse Vecht      | Utrecht   | grondzeiler   | poldermolen                                    | maalvaardig                      | regelmatig op zaterdag 11-16 uur                                              |      |
| Maallust                           | Amerongen           | Utrechtse Heuvelrug | Utrecht   | beltmolen     | korenmolen                                     | maalvaardig                      | dinsdag.woensdag 09.30-16 uur tussen de middag gesloten en zaterdag 10-16 uur |      |
| De Middelste Molen of Tweede Molen | Cabauw              | Lopik               | Utrecht   | wipmolen      | poldermolen                                    | tijdelijk niet draai/maalvaardig | za 11-17 uur                                                                  |      |
| Nieuwe Molen                       | Veenendaal          | Veenendaal          | Utrecht   | stellingmolen | korenmolen                                     | maalvaardig                      | zaterdag 10-16 uur winkel 10-13 uur                                           |      |
| Oog in 't Zeil                     | Cothen              | Wijk bij Duurstede  | Utrecht   | stellingmolen | korenmolen                                     | maalvaardig                      | wo en za 10-15 uur                                                            |      |
| Oostzijdse Molen Delphine          | Abcoude             | De Ronde Venen      | Utrecht   | grondzeiler   | poldermolen                                    | maalvaardig                      | geen vaste openingstijden                                                     |      |
| Oudegeinse molen                   | Nieuwegein          | Nieuwegein          | Utrecht   | wipmolen      | poldermolen                                    | maalvaardig                      | woensdag en zondagmiddag                                                      |      |
| Oukoper Molen                      | Nieuwersluis        | Stichtse Vecht      | Utrecht   | wipmolen      | poldermolen                                    | maalvaardig                      | meestal zaterdag                                                              |      |
| Rijn en Lek                        | Wijk bij Duurstede  | Wijk bij Duurstede  | Utrecht   | stellingmolen | korenmolen                                     | maalvaardig                      | 's weekends                                                                   |      |
| Rijn en Weert                      | Werkhoven           | Bunnik              | Utrecht   | stellingmolen | korenmolen                                     | maalvaardig                      | vrijdagmiddag en zaterdag                                                     |      |
| Rijn en Zon                        | Utrecht             | Utrecht             | Utrecht   | stellingmolen | korenmolen                                     | maalvaardig                      | zaterdagochtend 9-13 uur                                                      |      |
| De Ruiter                          | Vreeland            | Stichtse Vecht      | Utrecht   | stellingmolen | korenmolen                                     | maalvaardig                      | zaterdag 10-16 uur                                                            |      |
| Spengense Molen                    | Kockengen           | Stichtse Vecht      | Utrecht   | wipmolen      | poldermolen                                    | maalvaardig                      | meestal zaterdag                                                              |      |
| De Ster                            | Utrecht             | Utrecht             | Utrecht   | stellingmolen | zaagmolen                                      | maalvaardig                      | zaterdagmiddag 13-16 uur                                                      |      |
| Stijve Molen                       | Meerkerk            | Vijfheerenlanden    | Utrecht   | wipmolen      | poldermolen                                    | maalvaardig                      |                                                                               |      |
| De Trouwe Waghter                  | Tienhoven           | Stichtse Vecht      | Utrecht   | wipmolen      | voorheen poldermolen                           | draaivaardig                     | geen                                                                          |      |
| De Valk                            | Montfoort           | Montfoort           | Utrecht   | stellingmolen | korenmolen                                     | in restauratie                   | za 10-16 uur                                                                  |      |
| De Veenmolen                       | Wilnis              | De Ronde Venen      | Utrecht   | grondzeiler   | korenmolen                                     | maalvaardig                      | zaterdag 10-16 uur                                                            |      |
| Vlietmolen                         | Lexmond             | Vijfheerenlanden    | Utrecht   | wipmolen      | poldermolen                                    | maalvaardig                      | geen                                                                          |      |
| De Vriendschap                     | Veenendaal          | Veenendaal          | Utrecht   | stellingmolen | korenmolen                                     | maalvaardig                      | wo 13-16 uur za 10-16 uur                                                     |      |
| Westbroekse Molen                  | Oud-Zuilen          | Stichtse Vecht      | Utrecht   | grondzeiler   | poldermolen                                    | maalvaardig                      | wo 10-16 uur za 10-17 uur                                                     |      |
| De Windhond                        | Soest               | Soest               | Utrecht   | stellingmolen | korenmolen                                     | maalvaardig                      | zomer wo en za 13-17 uur winter wo en za 12-16 uur                            |      |
| De Windhond                        | Woerden             | Woerden             | Utrecht   | stellingmolen | korenmolen                                     | maalvaardig                      | woensdag 14-16 uur vrijdag en zaterdag 10-16 uur                              |      |
| De Windotter                       | IJsselstein         | IJsselstein         | Utrecht   | stellingmolen | korenmolen                                     | maalvaardig                      | woensdag vrijdag en zaterdag 10-16 uur                                        |      |
| 't Wissel                          | Elst                | Rhenen              | Utrecht   | grondzeiler   | korenmolen                                     | maalvaardig                      | zaterdag 10-16 uur                                                            |      |